# 프랙탈 디자인
프랙탈 디자인(Fractal Design)은 스웨덴의 컴퓨터 하드웨어 제조업체이다. 2007년에 설립된 이 회사는 컴퓨터 케이스, 수냉식 쿨러, 케이스 팬, 전원 공급 장치를 제조한다. 모든 제품은 스웨덴에서 설계 및 제작되었다.
최근 몇 년 동안 회사 제품은 올해의 케이스 제조업체(2013~2015), 유럽 하드웨어 상(2015), 러시아 IXBT.com 올해의 브랜드(2015) 등 컴퓨터 하드웨어 업계에서 여러 상을 수상했다.
프랙탈 디자인의 본사는 제품이 디자인되는 스웨덴 예테보리에 위치하고 있다. 프랙탈 디자인은 모든 제품을 중국에서 제조한다. 국제적인 운영을 지원하기 위해 프랙탈 디자인은 유럽, 북미 및 아시아에 지사를 두고 있다.

## 역사
프랙탈 디자인은 2007년 스웨덴 예테보리에서 설립되었다. 2009년 디파인(Define) 시리즈의 첫 번째 컴퓨터 케이스가 출시된 후 회사에 대한 국제적인 인지도가 높아졌다. 같은 해에 회사는 텍사스 주 달라스에 북미 사무소를 개설했다. 몇 달 후, 증가된 제품 개발 및 판매를 처리하기 위해 아시아 사무소가 설립되었다.
2016년 말까지 회사는 디파인 시리즈에 따라 새로운 컴퓨터 케이스를 출시하여 스칸디나비아 디자인, 조용한 컴퓨팅 및 강력한 컴퓨터 구성 지원 개념을 계속 개발했다.
2020년에는 프랙탈 제품이 50개국 이상에서 출시된다. 프랙탈은 기대치가 높은 게임 및 하드웨어 매니아를 위한 케이스, 팬, 전원 공급 장치 및 액세서리를 설계하고 제조하는 분야에서 세계 최고의 브랜드 중 하나로 남아 있다.

## 제품
| 모델    | 최초 출시 연도 | mini-ITX                   | micro-ATX                               | ATX                                                               | EATX                     | XL-ATX        |
| ------- | -------------- | -------------------------- | --------------------------------------- | ----------------------------------------------------------------- | ------------------------ | ------------- |
| Define  | 2007           | "Nano"-versions            | "Mini"-versions                         | Revision 2 Revision 3 Revision 4 Revision 5 Revision 6 Revision 7 |                          | "XL"-versions |
| Arc     | 2011           |                            | Arc Mini Arc Mini R2                    | Arc Midi Arc Midi R2                                              |                          | Arc XL        |
| Core    | 2011           | Core 500                   | Core 1000 Core 1100 Core 1300 Core 1500 | Core 2300 Core 2500 Core 3300 Core 3500                           |                          |               |
| Node    | 2012           | Node 202 Node 304          | Node 804                                |                                                                   |                          |               |
| Meshify | 2016           | Meshify 2 Nano             | "Mini" versions                         | Meshify Meshify C Meshify S Meshify 2 Meshify 2 Compact           |                          | "XL" versions |
| Focus   | 2017           |                            | Focus G Mini                            | Focus G Focus 2                                                   |                          |               |
| Vector  | 2019           |                            |                                         |                                                                   | Vector RS                |               |
| Era     | 2020           | Era ITX                    |                                         |                                                                   |                          |               |
| Torrent | 2021           | Torrent Nano               |                                         | Torrent Compact                                                   | Torrent                  |               |
| Pop     | 2022           |                            | Pop Mini Air Pop Mini Silent            | Pop Air Pop Silent                                                | Pop XL Air Pop XL Silent |               |
| Ridge   | 2022           | Ridge Black/White          |                                         |                                                                   |                          |               |
| North   | 2022           |                            |                                         | North Mesh North Tempered Glass                                   |                          |               |
| Terra   | 2023           | Terra Jade/Graphite/Silver |                                         |                                                                   |                          |               |